# High Speed Train Europe
Der High Speed Train Europe (HTE) war ein geplanter Hochgeschwindigkeitszug der Société Nationale des Chemins de fer Français (SNCF) und der Deutschen Bahn AG (DB). Der HTE sollte in Deutschland den Intercity-Express (ICE) und in Frankreich den Train à grande vitesse (TGV) ablösen und grenzüberschreitend im mittel- und südeuropäischen Raum verkehren.

## Geschichte
Bereits im Juli 1995 einigten sich Siemens und GEC-Alsthom grundsätzlich über ein Marketing-Joint-Venture. In Arbeitsgruppen sollte geklärt werden, wie ein gemeinsamer Hochgeschwindigkeitszug aussehen könnte. Politiker und Bahnmanager hatten seit längerer Zeit eine solche Zusammenarbeit gefordert, um die internationalen Verkaufschancen europäischer Hochgeschwindigkeitszüge zu verbessern. Weitere Gründe wurden in der Konzentration in der Bahntechnik-Branche sowie drastisch gesunkenen Ertragsmargen gesehen.
Ab 1999 begannen die Bahnen Deutschlands und Frankreichs mit der Entwicklung eines gemeinsamen Lastenheftes. Die unterschiedlichen Philosophien beider Länder sowie neue technische Entwicklungen flossen in die Konzepte für ein- bzw. zweistöckige Hochgeschwindigkeitszüge mit und ohne Neigetechnik ein. Durch Kooperation sollten Kosten gesenkt, know-how gebündelt und Synergieeffekte genutzt werden. Ab Ende 2000 war auch Italien eingebunden, darüber hinaus informell weitere europäische Bahngesellschaften. Es wurde davon ausgegangen, dass bei Bündelung aller Aktivitäten ab 2010/2015 ein jährlicher Neubeschaffungsbedarf von 30 bis 35 Fahrzeugen im Umfang von 1 bis 1,5 Milliarden Euro entstehen würde. Durch Reduktion der Typenvielfalt, Standardisierung, größeren Stückzahlen und Optimierung der Nutzflächen sollten die Beschaffungskosten um 30 Prozent gesenkt werden. Die Instandhaltungskosten sollten durch weitere Maßnahmen um 20 Prozent gesenkt werden, die Betriebskosten um 10 Prozent. Der HTE sollte modular aufgebaut werden und einfach auf bestimmte Einsatzgebiete zugeschnitten werden können. Neben einstöckigen Zügen waren auch Doppelstockvarianten geplant.
Zur Konzeption der technischen Details wurden 18 trinationale Arbeitsgruppen gegründet. Die Züge sollten für Langstrecken ab 600 km konzipiert werden und eine zulässige Höchstgeschwindigkeit von 320 km/h aufweisen.
Das Projekt verlor ab Ende 2002 an Schwung. Noch Anfang 2003 war geplant gewesen, die Gespräche im Sommer 2003 abzuschließen. Anhand eines Lastenheftes sollte Ende 2003 eine erste Ausschreibung erfolgen, wobei zunächst nur einzelne Vorserienzüge beschafft werden sollten. Deren Erprobung war ab 2007 vorgesehen. Serienzüge in größerer Stückzahl sollten ab 2010 eingesetzt werden.
Im Herbst 2004 teilte die Deutsche Bahn mit, die Vorbereitungsphase für das Projekt sei abgeschlossen worden. Eine vollständige Überwindung der nationalen Vorstellung sei nicht gelungen; weitere Arbeiten würden erst aufgenommen werden, wenn eine Neubeschaffung anstehe und eine Anpassung an künftige Normen erfolgen könne. Damit galt das Projekt als vorläufig gescheitert. Mit dem erarbeiteten gemeinsamen Lastenheft sei ein gemeinsames Fundament gelegt. Das Projekt wurde abgebrochen.